# Congratulations (bài hát của Roomie, PewDiePie và Boyinaband)
"Congratulations" là một bài hát của Youtuber người Thụy Điển PewDiePie, ca sĩ người Thụy Điển Roomie và ca sĩ người Anh Boyinaband. Đĩa đơn cho bài hát này đã được phát hành vào ngày 31 tháng 3 năm 2019 với một video âm nhạc đi kèm trên YouTube.Bài hát được dùng như một phản ứng cho việc T-Series đã vượt qua PewDiePie để trở thành kênh YouTube được đăng ký nhiều nhất, sau bài hát của PewDiePie ''Bitch Lasagna" Video âm nhạc này đã bị cấm phát hành trên YouTube Ấn Độ, hiện giờ video đã có hơn 220 triệu lượt xem, trở thành video được xem nhiều thứ hai của PewDiePie.

## Bối cảnh
Vào giữa năm 2018, thông tin về số lượng người đăng ký của kênh video âm nhạc Ấn Độ T-Series đã nhanh chóng đến tai PewDiePie, người lúc đó là Youtuber có số lượt đăng ký nhiều nhất. Những người hâm mộ PewDiePie và nhiều YouTuber đã thể hiện sự ủng hộ của họ đối với PewDiePie, trong khi đó những người hâm mộ T-Series và các YouTuber khác đã thể hiện sự ủng hộ của họ dành T-Series, vì thế mà có cuộc cạnh tranh giữa PewDiePie và T-Series.Trong suốt cuộc thi, cả hai kênh đã thu được một lượng lớn người đăng ký với tốc độ nhanh chóng. Hai kênh đã vượt qua nhau về số lượng người đăng ký nhiều lần vào các tháng 2, 3, 4 năm 2019.

## Sáng tác và lời bài hát
"Congratulations" là một bản nhạc hòa tấu synth-pop/hip-hop với giai điệu vui nhộn có phần nhạc dựa trên "Buckwild" của 2Virgins. Trong video âm nhạc, PewDiePie chỉ trích T-Series vì đã đạt được thành công ban đầu bằng cách bán các bài hát vi phạm bản quyền và cáo buộc chủ tịch Bhushan Kumar vì tội trốn thuế (theo một bài báo của Times of India). Anh ấy cũng chế nhạo T-Series vì đã gửi cho anh ấy một lá thư với cáo buộc rằng hành động và lời bài hát của anh trong "Bitch Lasagna" là phỉ báng. Video cũng cảm ơn người hâm mộ đã gắn bó với anh trong suốt sự nghiệp YouTube và nhắc đến những video cũ trong quá khứ.

## Đón nhận
Tám ngày sau khi được phát hành, "Congratulations" lại bị cấm phát hành ở Ấn Độ, cùng với ca khúc trước đó của PewDiePie là "Bitch Lasagna". Tòa án tối cao Delhi đã ra lệnh cấm phát hành công khai cả hai bài hát theo yêu cầu của T-Series khi công ty này khẳng định cả hai bài hát mang ý nghĩa "phỉ báng, miệt thị, xúc phạm" và các bài hát chứa "những bình luận lặp đi lặp lại ... có tính lăng mạ, thô tục và có hàm ý phân biệt chủng tộc." Có điều cần lưu ý rằng, PewDiePie đã liên lạc với T-Series sau khi phát hành "Bitch Lasagna" và đã gửi lời xin lỗi sau khi đăng video đầu tiên và "đảm bảo rằng anh ấy sẽ không lên kế hoạch làm bất kỳ video có chủ đề xúc phạm T-Series như thế nữa."
Vào tháng 8 năm 2019, có thông tin cho rằng T-Series và PewDiePie đã giải quyết các tranh chấp pháp lý của họ bên ngoài tòa án.

## Video âm nhạc
Video âm nhạc cho bài hát đã được phát hành cùng ngày. Đoạn video trước đó được ghi lại vào tháng 11 năm 2018 với dự đoán T-Series vượt qua số lượng người đăng ký của PewDiePie. Video cho thấy PewDiePie, Roomie và Boyinaband đang tổ chức một bữa tiệc bên trong một căn phòng được trang trí bằng ruy băng, mũ sinh nhật, bóng bay, rượu sâm banh và một chiếc bánh hình logo T-Series. Họ hát, nhảy và chúc mừng T-Series đã trở thành Youtuber có số người đăng kỹ nhiều nhất trên thế giới. Ở nhịp giữa của bài hát sau lời hai, PewDiePie gửi lời "Cảm ơn" đến tất cả người hâm mộ và người đăng ký vì đã ủng hộ sự nghiệp của anh ấy và tặng một cú "Brofist" trước máy quay, trước khi video cắt đoạn điệp khúc cuối cùng của bài hát với một cảnh cho thấy PewDiePie, Roomie và Boyinaband phóng pháo hoa bên ngoài trong đêm. Video kết thúc với cảnh MrBeast vỗ tay cho bài hát. Tính đến  tháng 8 năm 2021, MV đã nhận được hơn 215 triệu lượt xem.

## Xếp hạng
| Bảng xếp hạng (2019)                        | Thứ hạng cao nhất |
| ------------------------------------------- | ----------------- |
| New Zealand Hot Singles (Recorded Music NZ) | 27                |
| Sweden Heatseeker (Sverigetopplistan)       | 8                 |
| US Comedy Digital Track Sales (Billboard)   | 1                 |